# 戈登 (肯塔基州)
戈登（英語：Gordon）是位於美國肯塔基州萊徹縣的一個非建制地區。

## 地理
戈登所處的海拔為高於海平面412米（即1352英呎），而該地所採用的時區為UTC-5，即北美東部時區（EST）。同時該地設有夏令時間，為UTC-5調快一小時，即UTC-4（EDT）。